# Elna Gistedt
Elna Gistedt, född den 26 januari 1895 i Hedvig Eleonora församling i Stockholm, död där den 26 oktober 1982, var en svensk skådespelare.

## Biografi
Gistedts föräldrar, Ernst Gistedt (1863–1907) och Maria Gistedt f. Welcher (1870–1943), var båda skådespelare. Som femåring reste hon med föräldrarna till USA och stannade där i sju år. Hon scendebuterade 1912 i David Copperfield på Södra Teatern, varefter hon var engagerad på Albert Ranfts teatrar fram till 1915.
Från 1915 uppträdde hon främst i Finland, framför allt på Brunnshusteatern och Apolloteatern i Helsingfors. Bland de operetter hon uppträdde i kan nämnas Två man om en änka, Dollarprinsessan, Cornevilles klockor, Frihetsbröderna, Sköna Helena, Greven av Luxemburg och inte minst Lilla helgonet som Denise. 6 mars 1917 hade Csardasfurstinnan (som där kallades Varietéfurstinnan) finlandspremiär på Apolloteatern med Gistedt i rollen som Sylva Varescu. I augusti 1917 lämnade hon Helsingfors för ett tredagars gästspel i Petrograd, men blev kvar i Ryssland till slutet av 1918. Hon uppträdde även i Moskva. Under rysslandsvistelsen gifte hon sig med industrimagnaten Raibstein. 1919–1921 uppträdde hon åter främst i Finland, men även än kort period som primmadonna i Rolfs revy Kvinnan du gav mig.
2 februari 1922 kom hon till Warszawa för ett två veckors gästspel. Avsikten var att hon skulle spela Sylva i Csardasfurstinnan, men efter kraftiga protester från Warszawas ledande operettprimadonna Lucyna Messal, blev det Denise i Lilla Helgonet. Trots att denna operett dittills aldrig spelats med framgång i Polen och hon hade en kraftig förkylning blev det en stor succé. Gistedt gjorde störst intryck på samtiden med sin dans, sitt skådespeleri och temperament, röstmässigt nådde hon inte upp till samma nivå som t.ex. Messal. Rollerna spelade hon först på svenska men lärde sig snabbt polska. Under detta första år i Polen gifte hon sig med köpmannen Witold Kiltynowicz.
Mellan 1922 och 1939 uppträdde Gistedt i åtminstone 35 operetter, Grevinnan Maritza, Viktorias husar, Blomman från Hawaii, Sista valsen, Jacht miłości för att nämna några. Hon spelade även i revyer och hade en huvudroll i filmen Rywale (1925). Gistedt gästspelade flitigt runtom i Polen och dessutom närmast årligen i Lettland och Estland. 1934 spelade hon dock i Leningrad och Moskva.
Efter andra världskrigets utbrott stannade hon kvar i Polen. Hon hade ett kafé "U Elny Gistedt" vid Nowy Świat i Warszawa, där hon och andra även gav konserter. Hon anställde också judar vilket skyddade dem från deportation. Lokalen användes av den polska motståndsrörelesen, här höll bl.a. Kazimierz Moczarski och svenska sändebud  möten. Hon gick personligen till Gestapo för att rädda sina scenkollegor från fängelser och koncentrationsläger. Förklädd till judinna gick hon in i gettot för att leverera mat och brev.
Hösten 1944 flydde Gistedt till Sverige, men återvände 1945 till Polen, varifrån hon utvisades 1949. Förutom medverkan vid de polska teatrarna i Paris och London turnerade hon under flera år med Nils Poppe i Lorden från gränden och medverkade även i tv-versionen 1967. Åren 1959–1961 spelade hon Mrs. Higgins i My Fair Lady på Oscarsteatern.
Hon hade några filmroller och gav 1946 ut en självbiografi.

## Filmografi
- 1925 – Rywale
- 1961 – Åsa-Nisse bland grevar och baroner
- 1961 – Lita på mej, älskling!
- 1968 – Sarons ros och gubbarna i Knohult
- 1970 – Reservatet
- 1972–1973 – Ett resande teatersällskap (TV-serie)

## Teater

### Roller (ej komplett)
| År   | Roll              | Produktion | Regi                     | Teater                   |
| ---- | ----------------- | --- | ------------------------ | ------------------------ |
| 1910 | En springpojke    | Utan inbjudningskort (Le danseur inconnu) Tristan Bernard                                                     | Knut Nyblom              | Vasateatern              |
| 1914 | Maly              | Storstadsbaciller (Wenn der Frühling kommt) Jean Gilbert                                                      | Carl Barcklind           | Vasateatern              |
| 1915 | Medverkande       | Har du sett Bengtzen, revy Harald Leipziger                                                                   |                          | Oscarsteatern            |
| 1915 | Justine           | Pariserluft Martin Knopf                                                                                      |                          | Vasateatern              |
| 1915 | Panaja            | Två man om en änka (Der Regimentspapa) Victor Hollaender, Heinrich Storbitzer och Richard Kessler             | Carl Barcklind           | Vasateatern              |
| 1915 | Doris             | Var är Johnny Nathaniel Jones, Maurice Bernardt och Joseph Corin                                              | Carl Barcklind           | Oscarsteatern            |
| 1915 |                   | Greven av Luxemburg (Der Graf von Luxemburg) Franz Lehár, Alfred Maria Willner och Robert Bodansky            |                          | Oscarsteatern            |
| 1917 | Sylva Varescu     | Silva (=Csardasfurstinnan, Die Csárdásfürstin) Emmerich Kálmán, Leo Stein, Béla Jenbach, övers. V.K. Travskij | Aleksej Feona            | Palas-Teatr, Petrograd   |
| 1920 | Medverkande       | Kvinnan du gav mig, revy Ernst Rolf                                                                           | Ernst Rolf Einar Fröberg | Intima teatern           |
| 1922 | Denise            | Nitouche (Lilla helgonet) Hervé, Henri Meilhac, Albert Millaud, övers.Marian Winkler                          | Bolesław Folański        | Teatr Nowości, Warszawa  |
| 1954 | Mamma             | Oh, mein Papa! (Das Feuerwerk) Paul Burkhard, Jürg Amstein, Robert Gilbert                                    | Åke Engfeldt             | Helsingborgs stadsteater |
| 1957 | Madame Nonancourt | Pariserliv (La vie parisienne) Jacques Offenbach, Henri Meilhac och Ludovic Halévy                            | Soini Wallenius          | Helsingborgs stadsteater |
| 1957 |                   | Arvtagerskan (The Heiress) Ruth och Augustus Goetz                                                            | Bengt Lagerkvist         | Bygdeteatern             |
| 1958 |                   | Borgare och adelsman (Le Bourgeois gentilhomme) Moliére                                                       | Tore Karte               | Fredriksdalsteatern      |
| 1960 | Mrs Higgins       | My Fair Lady Frederick Loewe och Alan Jay Lerner                                                              | Sven Aage Larsen         | Oscarsteatern            |